# Lyssomanes lancetillae
Lyssomanes lancetillae là một loài nhện trong họ Salticidae.
Loài này thuộc chi Lyssomanes. Lyssomanes lancetillae được María Elena Galiano miêu tả năm 1980.